# 艾斯特·麦克维
戴維斯爵士夫人埃丝特·路易丝·麦克维伊是一位英国政治人物，保守党人。现任塔顿选区议员。
曾任西威勒尔选区议员，甘民樂與紀理歷聯合內閣残障人士政务次官，就業國務大臣，枢密院顾问官，英国交通警察局主席，文翠珊內閣副党鞭长及就業及退休保障大臣等职。
从政前，麥蔚宜是一位电视节目主持人和商人。

## 早年经历
麦克维伊的先祖为爱尔兰天主教徒，她生于利物浦。受教育于当地的望楼私校，又于倫敦大學瑪麗王后學院学习法律，在倫敦大學城市學院学习无线电新闻。2009年7月以优异成绩获利物浦约翰摩尔斯大学公司治理理学硕士学位，并因其工作荣获英格兰北方卓越奖。

## 職業生涯
2000至2006年，麦克维伊服务于总部在利物浦的建筑业家族企业J. G. McVey & Co.（由其父运营），  担任总监。该企业的主要业务为拆迁、场地清理、填海和城市改造。2003年7月和9月公司因工人在没有边缘加固的脚手架上工作及電鋸操作人员缺乏安全防护而收到两项立即停止的安全通知。
2018年11月15日，因不認同達成的脫歐協議，辭去內閣職位。

## 个人生活
麦克维伊定居于利物浦西柯比，第一次国会议员任期时，她曾与保守党同事菲利普·戴维斯合住一套公寓， 2015年落选后停止。
2007年马德琳·麦卡恩失踪事件女童的母亲凯特·麦卡恩是麦克维伊的老友，麦克维伊帮助麦卡恩家建立了马德琳·麦卡恩基金会，并任其创始受托人。